# Pipra
Pipra là một chi chim trong họ Pipridae.

## Các loài
- Pipra aureola
- Pipra fasciicauda
- Pipra filicauda